# Australozethus tasmaniensis
Australozethus tasmaniensis är en stekelart som beskrevs av Giordani Soika 1969. Australozethus tasmaniensis ingår i släktet Australozethus och familjen Eumenidae. Utöver nominatformen finns också underarten A. t. montanus.